# Arytera pauciflora
Arytera pauciflora är en kinesträdsväxtart som beskrevs av Sally T. Reynolds. Arytera pauciflora ingår i släktet Arytera och familjen kinesträdsväxter. Inga underarter finns listade i Catalogue of Life.